# Saint-Victor, Ardèche
Saint-Victor är en kommun i departementet Ardèche i regionen Auvergne-Rhône-Alpes i sydöstra Frankrike. Kommunen ligger  i kantonen Saint-Félicien som ligger i arrondissementet Tournon-sur-Rhône. År 2022 hade Saint-Victor 961 invånare.

## Befolkningsutveckling
Antalet invånare i kommunen Saint-Victor
Referens: INSEE